# 賽拉區

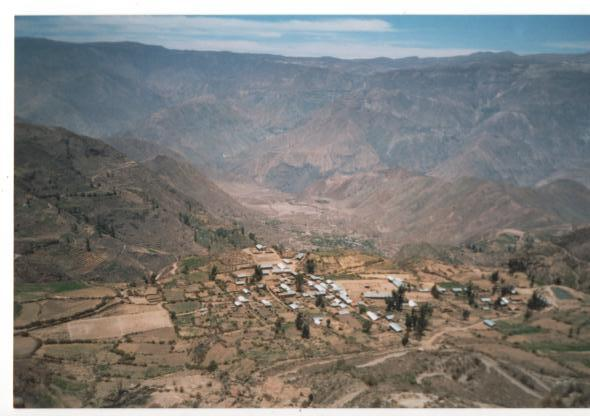

賽拉區（西班牙語：Distrito de Sayla），是秘魯的一個區，位於該國南部阿雷基帕大區的拉烏尼翁省，面積66.55平方公里，海拔高度3,534米，2005年人口502，人口密度每平方公里7.5人。